# Hawker Tempest
Chiếc Hawker Tempest là một mẫu máy bay tiêm kích của Không quân Hoàng gia Anh sử dụng vào những năm cuối Thế Chiến II. Về cơ bản, nó là một phiên bản được cải tiến trực tiếp từ chiếc Hawker Typhoon bởi nhóm của Sydney Camm ở Hawker Siddeley để cải thiện khả năng hoạt động ở tầm trung bình trên đến cao. Cũng như Typhoon, Tempest là một trong những mẫu máy bay tiêm kích tầm thấp mạnh mẽ và bay nhanh nhất được sử dụng trong cuộc chiến này.

## Phát triển
Trong khi hãng Hawker và Không quân Hoàng gia Anh đang nỗ lực cải tiến hiệu suất để làm cho chiếc Typhoon trở nên một máy bay hữu ích, Sydney Camm và nhóm thiết kế của ông ở tập Hawker Siddeley đang suy nghĩ lại về thiết kế của nó dưới dạng đề án Hawker P. 1012 (hay Typhoon II). Kiểu cánh dày chắc chắn của chiếc Typhoon một phần nào đó được cho là nguyên do của vài vấn đề về tính năng bay ở độ cao từ trung bình trên đến cao, và ngay từ tháng 3 năm 1940, một vài kỹ sư Anh đã được cử đến Mỹ để nghiên cứu về kiểu cánh dòng chảy tầng (tên tiếng Anh: laminar flow) mỏng nhẹ, có lực cản thấp và đặc biệt hoàn toàn mới do Ủy ban Cố vấn Hàng không Quốc gia Hoa Kỳ phát triển. Sau này, kiểu cánh dòng chảy tầng được sử dụng rất thành công trên chiếc North American P-51 Mustang.
Kiểu cánh mới có tỉ lệ giữa bề dày và chiều dài của mặt cắt ngang cánh là 14,5%, so với 18% trên chiếc Typhoon. Nơi có bề dày tối đa được lui ra phía sau, gần giữa bề rộng cánh. Cánh mới nguyên ban đầu dài hơn chiếc Typhoon, lên đến 13,1 m (43 ft), nhưng sau đó đầu cánh được rút gọn nên sải cánh ngắn hơn chiếc Typhoon còn 12,5 m (41 ft). 

Chiếc Tempest I HM599

Kiểu cánh mới bó hẹp việc gắn bốn khẩu pháo cỡ nòng 20 mm Hispano Suiza HS.404 đã được thiết kế để trang bị cho chiếc Typhoon. Chúng phải được gắn lui vào trong cánh, và cánh cũng được mở rộng thành dạng gần elip để có thể chứa được 4 khẩu pháo và 800 quả đạn 20 mm (200 viên/khẩu). Cánh dạng gần elip mới có diện tích lớn hơn chiếc Typhoon. Camm, một người có đầu óc hài hước, sau này đã nhận xét: "Ban tham mưu Không quân sẽ không mua bất cứ cái gì trông không giống chiếc Spitfire đâu."
Một tính chất quan trọng của kiểu cánh mới là bộ tản nhiệt của động cơ H-24 Napier Sabre được bố trí trên cạnh trước của cánh bên trong chỗ gắn bộ càng đáp. Điều này cho phép bỏ bớt cái "râu" tản nhiệt dưới cằm đặc trưng đi kèm theo chiếc Typhoon, và cải thiện được tính năng khí động học, nhưng nó lại chiếm chỗ các thùng nhiên liệu vốn cũng được đặt trên cùng vị trí cạnh trước cánh bên trong bộ càng đáp của chiếc Typhoon. Điều này sẽ làm giảm đáng kể trữ lượng nhiên liệu. Để giải quyết vấn đề này, các kỹ sư của Hawker đã kéo dài thân máy bay ra thêm 53 cm (21 in) để đặt khoang nhiên liệu phía trước buồng lái, cho phép chiếc máy bay mang theo tổng cộng 360 gallon nhiên liệu và bán kính hoạt động lên đến 500 dặm, gần gấp đôi chiếc Spitfire Mk IX.
Bộ càng đáp dài hơn và có khoảng cách giữa hai vệt bánh rộng hơn (16 ft) để tăng tính ổn định ở tốc độ hạ cánh khá cao 180 km/h (110 mph) cũng như cho bộ cánh quạt mới bốn cánh có đường kính lên đến 12 ft. Bộ càng đáp mới cũng đòi hỏi vỏ bánh đáp mới mỏng hơn để gắn vừa bên trong cánh. Tương tự như Typhoon, bộ càng đáp của Tempest cũng có thể duỗi ra - thu vào bằng hệ thống điện - thuỷ lực
Thiết kế mới về căn bản đã cố định vào tháng 10 năm 1941, và Bộ Hàng không đã phát hành một bản tiêu chuẩn số hiệu F.10/41 được viết ra phù hợp với kiểu máy bay này. Một hợp đồng sản xuất hai chiếc nguyên mẫu được ký kết sau đó một tháng. Chiếc máy bay ban đầu được đặt tên là Typhoon Mark II nhưng được đổi tên thành Tempest vào tháng 1 năm 1942 khi nhiều chiếc nguyên mẫu dựa trên các cấu hình thử nghiệm khác nhau được phía Bộ Hàng không đặt hàng. Những kinh nghiệm về sự cố liên quan đến các động cơ Napier Sabre đã khiến Bộ Hàng không yêu cầu sáu chiếc nguyên mẫu phải được trang bị nhiều kiểu động cơ khác nhau trên cùng một khung máy bay thống nhất, để khi có sự trì hoãn một kiểu động cơ này thì sẽ có kiểu thay thế. Do đó chiếc Mk I (số hiệu HM599) trang bị động cơ H-24 Napier Sabre IV; hai chiếc Mk IIs (LA602 và LA607) với động cơ piston hướng kính 18 xi lanh Bristol Centaurus IV; MK III (LA610) với động cơ V-12 Rolls-Royce Griffon IIB; Mk IV (LA614) với động cơ V-12 Rolls-Royce Griffon 61 và Mk V (HM595) với động cơ H-24 Napier Sabre II. 

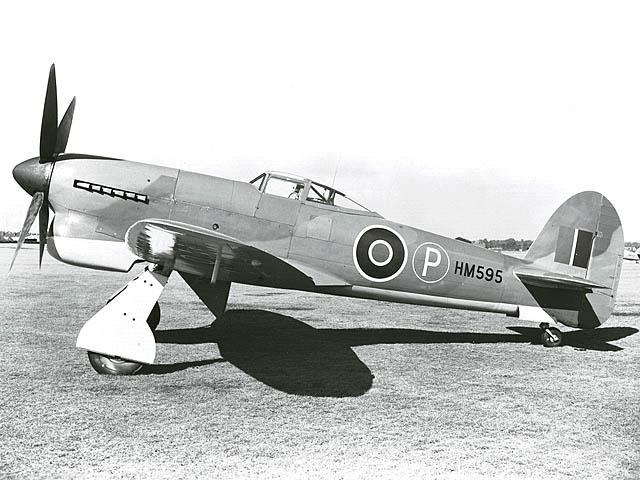
Chiếc nguyên mẫu Tempest V số hiệu HM595 cấu hình nguyên thủy với nóc buồng lái kiểu xe hơi giống chiếc Typhoon và cánh đuôi nhỏ.

Chiếc nguyên mẫu Tempest đầu tiên, chiếc Mark V, bay lần đầu tiên vào ngày 2 tháng 9 năm 1942. Chiếc máy bay này thực ra chỉ là một chiếc Typhoon được gắn kiểu cánh elip mới và giữ lại phần khung máy bay của chiếc Typhoon, nóc buồng lái, cửa ra vào kiểu xe hơi, động cơ H-24 Napier Sabre II, cánh quạt 4 cánh và tản nhiệt dạng "râu". Nó nhanh chóng được gắn nóc buồng lái kiểu giọt nước giống như những chiếc Typhoon đời sau và một cánh đuôi đứng cải tiến có diện tích điều khiển rộng hơn gần gấp đôi.
Các phi công thử nghiệm nhận thấy rằng chiếc Tempest là một cải tiến lớn về tính năng bay so với chiếc Typhoon, cho dù nó có "hơi khó lái hơn". Bộ Hàng không đã đặt hàng 400 chiếc Tempest vào tháng 8 nhưng việc sản xuất kiểu động cơ Sabre IV mới gặp những sự cố kéo dài và bị trì hoãn bởi Napier có rất ít kinh nghiệm trong việc sản xuất hàng loạt với số lượng lớn và trong thời gian ngắn các động cơ H-24 Sabre có cấu tạo phức tạp để kịp giao hàng cho phía Bộ Hàng không. Chiếc nguyên mẫu thứ hai, "Tempest Mark I" gắn động cơ Sabre IV chưa thể bay được cho đến tận ngày 24 tháng 2 năm 1943. Chiếc nguyên mẫu này ban đầu cũng buồng lái kiểu cũ và cánh đuôi đứng theo kiểu chiếc Typhoon. Việc loại bỏ tản nhiệt động cơ kiểu "râu" góp phần đáng kể trong việc cải thiện tính năng bay và chiếc Tempest Mark I là máy bay nhanh nhất mà Hawker từng chế tạo cho đến lúc đó, đạt được tốc độ 750 km/h (466 mph).
Chỉ có một chiếc Mark I được chế tạo. Vì kiểu động cơ Sabre IV không sẵn có nên Camm và nhóm thiết kế của ông đã chọn nguyên mẫu "Tempest V", nó được trang bị động cơ Sabre II dồi dào hơn về số lượng. Chiếc đầu tiên lăn bánh khỏi dây chuyền sản xuất vào ngày 21 tháng 6 năm 1943. 100 chiếc Tempest V đầu tiên được giao hàng gắn kiểu pháo Hispano Mark II 20 mm có nòng dài, và những chiếc này được gọi là "Tempest V Loạt I". Tempest V loạt I được trang bị pháo [[Hispano- Việc sản xuất sau đó cung cấp tổng cộng 800 máy bay được gọi là "Tempest V Loạt II", sử dụng kiểu pháo Hispano-Suiza HS.404 nòng ngắn, hạn chế việc nòng súng phải lồi ra - cho dù điều này không quá nổi bật như trên chiếc Typhoon.

### Tempest phiên bản Mark V

Chiếc Tempest V số hiệu JN729

Việc nhảy vọt từ Tempest Mark I đến Tempest Mark V làm nảy sinh câu hỏi việc gì đã xảy với các phiên bản Mark II, III, và IV? Với Mark II, thì đây chỉ là một biến thể Hawker Tempest được trang bị động cơ piston hướng kính 18 xi lanh Bristol Centaurus thay cho động cơ H-24 Napier Sabre, nhưng việc sản xuất đã bị đình trệ do sự phân công sản xuất giữa Bristol và Gloster, cũng như Hawker đang ưu tiên sản xuất Typhoon và Tempest V hơn là Tempest II. Tempest III và IV được trang bị các phiên bản khác nhau của động cơ V-12 Rolls-Royce Griffon, và cả 2 đều không được đưa sản xuất hàng loạt. .
Phiên bản Mk. V là một chiếc Tempest khá khác biệt khi so sánh với kiểu Mk. I, với nhiều cải tiến hơn so với các phiên bản trước đó. Phiên bản Mk. V được trang bị kiểu động cơ có khởi đầu đầy sự cố H-24 Napier Sabre, tạo ra công suất trên 2.000 mã lực. Phiên bản Mk. V (trong loạt thứ nhất) trang bị pháo Hispano Mk.II nòng dài với tấm tản nhiệt đục lỗ bao quanh nòng pháo (giống Typhoon). Loạt thứ hai có tính đa dụng hơn với khả năng mang đến 908 kg (2.000 lb) vũ khí bên ngoài và bốn khẩu pháo Hispano Mk. V nòng ngắn với 150 viên đạn mỗi khẩu. Không giống phiên bản Mk. I, bộ tản nhiệt kiểu 'râu' thay thế cho bộ tản nhiệt dầu động cơ ở gốc cánh, vốn được loại bỏ để có được trữ lượng nhiên liệu lớn hơn. Một lần nữa kiểu dáng bên ngoài lại trông giống như chiếc Typhoon, một trong những điểm khác biệt nhận thấy được là sự hiện diện của sống lưng. Việc tăng cường lượng nhiên liệu làm cho tầm bay của phiên bản Mk. V tăng lên đến 1.190 km (740 mi).

## Lịch sử hoạt động

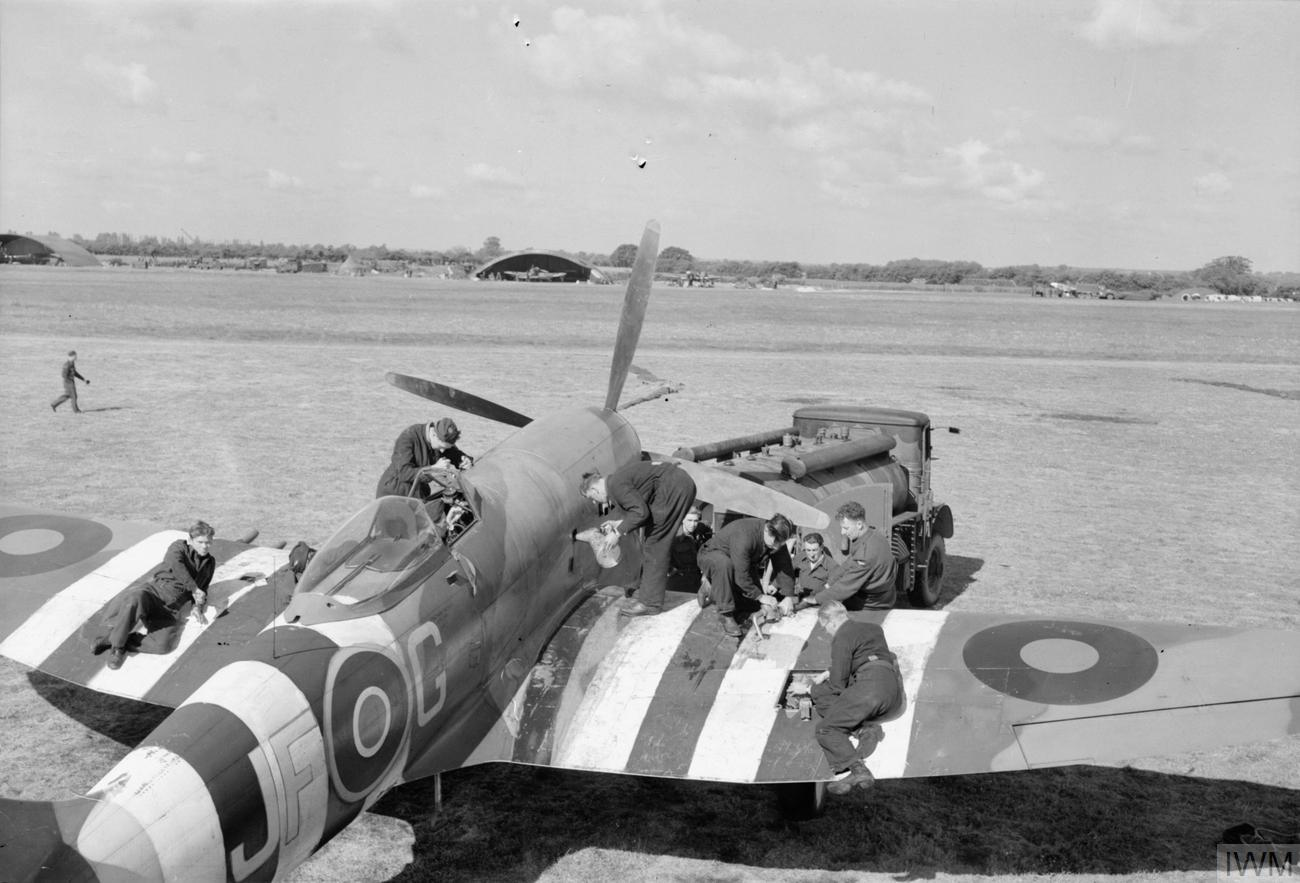
Chiếc Tempest V Loạt 1 thuộc Phi đội 3 Không quân Hoàng gia Anh.

Chiếc Tempest V được giao đến các phi đội hoạt động vào tháng 4 năm 1944 (các phi đội số 3 và 56) đóng tại căn cứ Không quân Hoàng gia Newchurch, Kent, nơi nó thực hiện hoàn hảo những phi vụ tấn công tầm thấp truyền thống của chiếc Typhoon, vốn đang được chiếc Tempest thay thế khi tốc độ sản xuất tăng dần. Tuy nhiên, vào tháng 6 năm 1944, những chiếc Bom bay V-1 Đức đầu tiên bắt đầu được phóng đến London và khả năng bay tầm thấp xuất sắc của chiếc Tempest làm cho nó trở thành công cụ được ưa chuộng để chống lại những trái tên lửa bay nhanh không người lái này. Các phi đội Tempest ghi được một tỉ lệ đáng kể trong tổng số chiến công tiêu diệt những trái bom bay của Không quân Hoàng gia (638 trong tổng số 1.846 chiếc bị máy bay tiêu diệt).
Những chiếc Tempest đời đầu chịu nhiều sự cố về động cơ chủ yếu do lượng xăng 150 octane không đủ đáp ứng. Cũng có những vấn đề về hệ thống nạp khí, hệ thống bôi trơn, và phần hút gió của bộ chế hòa khí (một tia lửa đánh ngược đơn giản có thể gây ra sự nổ).
Chiếc Tempest cũng được bố trí để hỗ trợ các đạo quân Đồng Minh tiến công vượt qua phía bắc châu Âu và tiếp chiến máy bay tiêm kích Đức mỗi khi bắt gặp. Lực lượng Tempest là một phần của Phi đoàn 122 đặt căn cứ tại sân bay Volkel gần Uden, Hà Lan và bao gồm Phi đội 486 Không quân Hoàng gia New Zealand (đơn vị New Zealand duy nhất trang bị Tempest), các phi đội 80, 56 và 274 Không quân Hoàng gia Anh. Vào tháng 12 năm 1944, tháng đầu tiên tham gia chiến dịch, 52 máy bay Đức bị tiêu diệt cùng 89 đoàn tàu hỏa, với thiệt hại 20 chiếc Tempest. Tiếp theo sau cuộc tấn công bất ngờ của Không quân Đức vào ngày 1 tháng 1 năm 1945 (Chiến dịch Bodenplatte), Phi đoàn 122 phải chịu đựng gánh nặng các phi vụ chiến đấu của Không lực 2 Chiến thuật Không quân Hoàng gia Anh, dưới áp lực chiến đấu căng thẳng, mất 47 phi công trong tháng đó.
Chiếc Tempest cũng ghi được những chiến thắng đối với các máy bay phản lực Đức mới, bao gồm Messerschmitt Me 262. Hubert Lange, một phi công Me 262, nói: "Đối thủ nguy hiểm nhất của chiếc Messerschmitt Me 262 chính là loại máy bay Anh Hawker Tempest, rất nhanh ở cao độ thấp, rất cơ động và trang bị hỏa lực mạnh". Một số bị tiêu diệt bởi một chiến thuật được gọi là "Rat Code". Những chiếc Tempest được báo động cất cánh ngay mỗi khi có một chiếc Me 262 xuất hiện trên không. Chúng không đánh chặn chiếc máy bay phản lực, nhưng thay vào đó sẽ bay đến căn cứ của Me 262, sân bay Rheine-Hopsten. Mục đích là tấn công những chiếc máy bay phản lực khi nó tiếp cận hạ cánh, lúc mà chúng trở nên mong manh nhất: bay chậm, bật cánh tà và không thể tăng tốc nhanh chóng. Người Đức phản ứng bằng cách bố trí một "đường băng pháo phòng không" với hơn 150 khẩu pháo 20 mm bốn nòng tại Rheine-Hopsten để bảo vệ việc hạ cánh. Sau khi bảy chiếc Tempest bị mất do pháo phòng không tại Rheine-Hopsten trong vòng một tuần, chiến thuật "Rat Code" được chấm dứt.
Phi công lái Tempest có thành tích cao nhất là Thiếu tá D.C. Fairbanks, một người Mỹ đã gia nhập Không quân Hoàng gia Canada vào năm 1941. Đến giữa năm 1944, ông phục vụ trong Phi đội 274. Khi ông bị bắn rơi và trở thành tù binh chiến tranh vào tháng 2 năm 1945, ông đã bắn rơi 12 máy bay Đức (cùng một nửa chiến công chung) khiến ông trở thành "Ách" Tempest có chiến công cao nhất. Ông đã được trao tặng Huân chương Chữ thập bay Dũng cảm Anh Quốc.

## Tempest II

Chiếc nguyên mẫu Tempest II LA602

Trong khi Hawker đang nỗ lực hoạt động để đưa chiếc Tempest V vào hoạt động, Sydney Camm và nhóm của ông quay lại kiểu động cơ bố trí hình tròn Bristol Centaurus, tích hợp nó vào hai chiếc Tempest nguyên mẫu khác. Chiếc Tempest đầu tiên gắn động cơ Centaurus, kiểu "Tempest Mark II", bay lần đầu tiên ngày 28 tháng 6 năm 1943 với một động cơ Centaurus IV, và được tiếp nối bởi chiếc nguyên mẫu thứ hai. Động cơ hình tròn được phát triển dựa trên sự khảo sát một chiếc Focke-Wulf Fw 190 chiếm được còn nguyên vẹn và hoạt động tốt, một điều chưa từng xảy ra. Có những vấn đề về sự rung động, nhưng chúng được sửa chữa bằng cách bổ sung sáu miếng đệm cao su.
Động cơ Centaurus nói chung được đánh giá là trội hơn kiểu Sabre, đặc biệt là về độ tin cậy, và động cơ Centaurus cùng khung Tempest tỏ ra là một sự phối hợp tuyệt vời. Sự phối hợp này tỏ ra có triển vọng đến mức một hợp đồng đặt hàng 500 chiếc kiểu này đã có từ tháng 9 năm 1942, nhưng lúc ấy Gloster đã bị quá tải trong việc sản xuất chiếc Typhoon và phát triển chiếc Gloster Meteor, và không có cách nào mà công ty có thể gánh nổi công việc bổ sung đó. Việc sản xuất chiếc Tempest Mark II được trao vào tay Bristol, và việc chuyển đổi này càng làm công việc thêm chậm trễ. Chiếc Tempest II đầu tiên lăn bánh ra khỏi dây chuyền sản xuất vào ngày 4 tháng 10 năm 1944, nhưng sau đó việc sản xuất lại chuyển trở về cho Hawker.
Có tổng cộng 452 chiếc Tempest II được chế tạo, bao gồm 136 chiếc Mark II kiểu căn bản và 316 chiếc "Mark II Tiêm kích-Ném bom" (FB.II). Chúng được chế tạo đa số bởi Hawker và nói chung với động cơ Centaurus V, nhưng có tới 300 chiếc được hoàn tất sau chiến tranh. Chiếc Tempest II, cho dù cải thiện được phần nào tính năng bay và độ tin cậy tốt hơn, chưa bao giờ tham gia chiến đấu. Những chiếc Tempest II được sản xuất trong chiến tranh được dự định để chiến đấu chống lại Nhật Bản, và sẽ là thành phần tạo nên "Lực lượng Tiger" nhưng chiến tranh tại Thái Bình Dương đã kết thúc trước khi chúng được bố trí.
Có 89 chiếc Tempest FB.II được chuyển giao từ Không quân Hoàng gia cho Không quân Ấn Độ vào năm 1947, trong khi 24 chiếc khác được chuyển giao cho Không quân Pakistan.

## Tempest VI

Chiếc Tempest VI, số hiệu NX135, được chụp tại Langley năm 1945

Nhiều tinh chỉnh về kỹ thuật được thực hiện trên phiên bản Tempest II được tích hợp vào phiên bản Tempest cuối cùng này, kiểu "Tempest VI", được trang bị động cơ Sabre V công suất 2.340 mã lực (1.700 kW). Hằng trăm chiếc Tempest VI đã được đặt hàng, nhưng chỉ có 142 chiếc được chế tạo. Phiên bản Tempest VI là máy bay tiêm kích động cơ piston cuối cùng phục vụ cho Không quân Hoàng gia, có hai chiếc cùng với một số phiên bản Mark V được chuyển đổi sang mục tiêu giả kéo theo, và đó là vai trò cuối cùng mà nó đảm nhận khi nghỉ hưu vào năm 1953.

## Các phiên bản
- Typhoon Mk II: Tên nguyên thủy của chiếc Hawker Tempest.
- Tempest Mk I: Chiếc nguyên mẫu trang bị động cơ piston Napier Sabre IV.
- Tempest Mk III: Chiếc nguyên mẫu trang bị động cơ piston Rolls-Royce Griffon.
- Tempest Mk IV: Chiếc nguyên mẫu Tempest Mk III được trang bị lại với động cơ piston Rolls-Royce Giffon 61.
- Tempest Mk V: Kiểu máy bay tiêm kích/tiêm kích-ném bom một chỗ ngồi trang bị động cơ piston Napier Sabre II.
  - Tempest Mk V Loạt 1: 100 máy bay sản xuất đầu tiên trang bị bốn pháo Hispano Mark II 20 mm nòng dài.
  - Tempest Mk V Loạt 2: 800 máy bay sản xuất tiếp theo trang bị bốn pháo Hispano Mark II 20 mm nòng ngắn.
  - Tempest TT Mk 5: Sau Thế Chiến II một số chiếc Tempest Mk V được cải biến thành mục tiêu giả kéo theo.
- Tempest F Mk II: Kiểu máy bay tiêm kích một chỗ ngồi dành cho Không quân Hoàng gia Anh, trang bị động cơ piston Bristol Centaurus.
- Tempest FB Mk II: Kiểu máy bay tiêm kích-ném bom một chỗ ngồi có đế dưới cánh để mang bom và rocket.
- Tempest F Mk VI: Kiểu máy bay tiêm kích một chỗ ngồi dành cho Không quân Hoàng gia Anh.
  - Tempest TT Mk 6: Sau Thế Chiến II một số chiếc Tempest Mk. VI được cải biến thành mục tiêu giả kéo theo.

## Các nước sử dụng

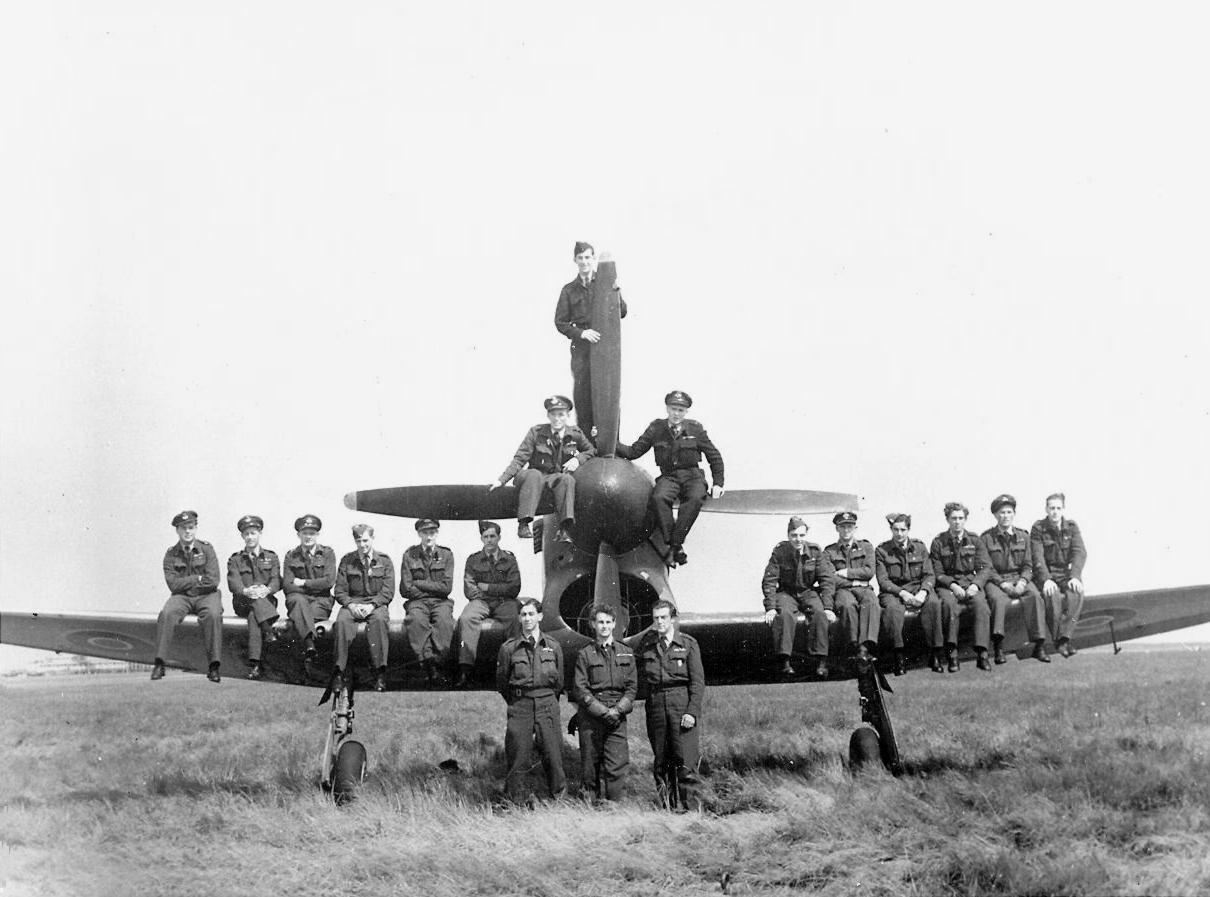
Phi đội 486 Không quân Hoàng gia New Zealand tại Volkel, Hà Lan năm 1945

Canada
- Không quân Hoàng gia Canada

 Ấn Độ
- Không quân Ấn Độ

 New Zealand
- Không quân Hoàng gia New Zealand

 Pakistan
- Không quân Pakistan

 Anh Quốc
- Không quân Hoàng gia Anh

## Đặc điểm kỹ thuật (Tempest V)

Hawker Tempest II

Tham khảo: Jane's Fighting Aircraft of World War II

### Đặc tính chung
- Đội bay: 01 người
- Chiều dài: 10,26 m (33 ft 8 in)
- Sải cánh: 12,49 m (41 ft 0 in)
- Chiều cao: 4,90 m (16 ft 1 in)
- Diện tích bề mặt cánh: 28 m² (302 ft²)
- Áp lực cánh: 184,86 kg/m² (37,75 lb/ft²)
- Trọng lượng không tải: 4.195 kg (9.250 lb)
- Trọng lượng có tải: 5.176 kg (11.400 lb)
- Trọng lượng cất cánh tối đa: 6.190 kg (13.640 lb)
- Động cơ: 1 x động cơ Napier Sabre IIB H-24 làm mát bằng nước, công suất 2.400 mã lực (1.625 kW)

### Đặc tính bay
- Tốc độ lớn nhất: 700 km/h (435 mph) ở 5.180 m (17.000 ft)
- Tầm bay tối đa: 2.465 km (1.530 mi) với thùng nhiên liệu phụ
- Trần bay: 11.125 m (36.500 ft)
- Tốc độ lên cao: 23,9 m/s (4.700 ft/min)
- Tỉ lệ công suất/khối lượng: 0,31 kW/kg (0,21 hp/lb)

### Vũ khí
- 4 × pháo Hispano-Suiza HS.404 20 mm, 200 viên đạn mỗi khẩu
- 2 × bom 227 kg (500 lb) hoặc 454 kg (1.000 lb)
- 8 × rocket RP-3 75 mm (3 in)

## Nội dung liên quan

### Máy bay liên quan
- Hawker Typhoon
- Hawker Fury/Sea Fury

### Trình tự thiết kế
Tornado - Typhoon - Tempest - Fury/Sea Fury - Sea Hawk

### Danh sách liên quan
- Danh sách máy bay chiến đấu
- Danh sách máy bay quân sự Anh Quốc
- Danh sách máy bay trong Chiến tranh Thế giới II
- Danh sách máy bay tiêm kích